# Sansevieria longiflora
Sansevieria longiflora ist eine Pflanzenart aus der Gattung Sansevieria in der Familie der Spargelgewächse (Asparagaceae). Das Artepitheton longiflora stammt aus dem Lateinischen und bedeutet ‚langblütig‘.

## Beschreibung
Sansevieria longiflora wächst stammlos als ausdauernde, sukkulente Pflanze mit bis zu 2,5 Zentimeter starken kriechenden Rhizomen. Die zirka vier bis sechs Laubblätter stehen rosettig, ausgebreitet und lanzettlich. Die einfache Blattspreite ist 30 bis 150 Zentimeter lang und 4 bis 9 Zentimeter breit. Sie verschmälert sich an der Basis zu einem bis zu 7,6 Zentimeter langen rinnigen Stiel und ist oben flach. Die Blätter sind dunkelgrün heller gefleckt oder unregelmäßig gebändert. Die Spreitenspitze ist dornartig, hart, 3 bis 6 Millimeter lang und braun. Der Spreitenrand ist verhärtet und rotbraun oder gelblich gefärbt. Die Blattoberfläche ist glatt.
Die locker traubigen oder dicht kopfigen Blütenstände sind 33 bis 68 Zentimeter lang. Die Rispen sind dicht mit zwei bis drei Blüten pro Büschel besetzt und 7,5 bis 38 Zentimeter lang. Das Tragblatt ist lanzettlich zugespitzt und 1,2 bis 2,5 Zentimeter lang. Der Blütenstiel ist 1 bis 3 Millimeter lang. Die Blütenhüllblätter sind grünlich weiß. Die Blütenröhre ist 9 bis 10 Zentimeter lang. Die weißen Zipfel sind 2,5 bis 4 Zentimeter lang.

## Verbreitung
Sansevieria longiflora ist in Angola, Namibia, der Demokratischen Republik Kongo und in Äquatorialguinea besonders auf der Insel Bioko verbreitet.

## Taxonomie
Die Erstbeschreibung von Sansevieria longiflora erfolgte 1826 durch John Sims.
Ein Synonym von Sansevieria longiflora Sims ist: Acyntha longiflora (Sims) Kuntze (1891).

## Nachweise